# Szigetszentmiklós
Szigetszentmiklós – miasto na Węgrzech, w Komitacie Pest, w powiecie Ráckeve, leżące na wyspie Czepel na Dunaju.
Miasto otrzymało prawa miejskie w roku 1986, natomiast pierwsza wzmianka o miejscowości pochodzi z 1264 roku.

## Geneza nazwy
- Sziget – wyspa,
- Szent Miklós – Mikołaj z Miry – patron miasta.

## Skład etniczny
- Węgrzy: 91,3%
- Niemcy: 0,6%
- Słowacy: 0,6%
- Romowie: 0,5%
- Bułgarzy: 0,2%
- Ukraińcy: 0,1%
- Inni: 6,7%

## Miasta partnerskie
- Oulu, Finlandia (do 2013 Haukipudas)[1]
- Gheorgheni, Rumunia
- Busko-Zdrój, Polska
- Specchia, Włochy
- Steinheim, Niemcy
- Gorna Orjachowica, Bułgaria
- Koczani, Macedonia Północna